# HD 23596 b
HD 23596 b (بالإنجليزية: HD 23596 b)‏ الذي يرمز له بالرمز HD 23596b، هو كوكب خارج المجموعة الشمسية، في كوكبة حامل رأس الغول، يتبع HD 23596 ‏.

## الاكتشاف
اكتشف في 31 مايو 2002، وكانت طريقة الاكتشاف سرعة شعاعية.